# Euprosopia truncata
Euprosopia truncata är en tvåvingeart som först beskrevs av Günther Enderlein 1924.  Euprosopia truncata ingår i släktet Euprosopia och familjen bredmunsflugor. Inga underarter finns listade i Catalogue of Life.